# Erikslund (Svenljunga)
Erikslund is een plaats in de gemeente Svenljunga in het landschap Västergötland en de provincie Västra Götalands län in Zweden. De plaats heeft 55 inwoners (2005) en een oppervlakte van 18 hectare. Erikslund wordt omringd door zowel landbouwgrond als naaldbos en ligt aan het meer Kalvsjön. De plaats Svenljunga ligt zo'n veertig à vijftig kilometer ten noorden van het dorp.